# Mondriaan Fonds
Het Mondriaan Fonds is een Nederlands stimuleringsfonds voor beeldende kunst en cultureel erfgoed en is gevestigd in Amsterdam. Het bevordert projecten en activiteiten van kunstenaars uit Nederland en van Nederlandse en buitenlandse instellingen. 
Op 1 januari 2012 ontstond het Mondriaan Fonds door een fusie van de Mondriaan Stichting en het Fonds BKVB. Het Mondriaan Fonds wordt gefinancierd door het ministerie van Onderwijs, Cultuur en Wetenschap. 
In 2024 kende het fonds 2.257 van de in totaal 4.204 aanvragen toe, met een totaal toegekend bedrag van 53.438.678 euro.

## Mondriaan Stichting
De Mondriaan Stichting was een Nederlands stimuleringsfonds voor beeldende kunst, vormgeving en cultureel erfgoed. De stichting was in 1994 opgericht door het Ministerie van Welzijn, Volksgezondheid en Cultuur en werd gefinancierd door de ministeries van OCW en Buitenlandse Zaken. De stichting ondersteunde projecten, meerjarige programma's, aankopen, publicaties en tijdschriften. In 2008 had de stichting projecten ondersteund ter waarde van ongeveer 23 miljoen euro.

### Biënnale van Venetië
Sinds 1954 presenteert Nederland zijn beeldende kunstinzending tweejaarlijks in het Rietveld Paviljoen; een door Gerrit Rietveld ontworpen, modernistisch gebouw in de Giardini Pubblici in het oosten van Venetië, waar verschillende landen hun nationale paviljoens hebben. De Mondriaan Stichting is sinds 1995 verantwoordelijk voor de Nederlandse inzending.

### KunstKoop
De KunstKoop is een instrument van de Mondriaan Stichting waarmee (beginnende) verzamelaars kunst kunnen kopen bij een Nederlandse galerie door middel van een renteloze afbetaling. Er zijn in 2009 125 galeries verspreid over Nederland waar met de KunstKoop kunst kan worden gekocht.

## Fonds voor Beeldende Kunsten, Vormgeving en Bouwkunst
Het Fonds voor beeldende kunsten, vormgeving en bouwkunst, veelal afgekort tot Fonds BKVB, was tot 1 januari 2012 de Nederlandse landelijke instelling die het voor beeldend kunstenaars, vormgevers, architecten en bemiddelaars mogelijk maakte hun werk op verschillende wijzen te ontwikkelen. Het Fonds BKVB werd volledig gefinancierd door het ministerie van OCW. 
Het fonds heeft een aantal Nederlandse kunstprijzen geïnitieerd:
- De Oeuvreprijzen Fonds BKVB, 1992-2011, voor kunstenaars, vormgevers en architecten
- De Prijs voor de Kunstkritiek, vanaf 2004, oeuvreprijs voor een kunstcriticus
- De Benno Premselaprijs, 2000-2011, oeuvreprijs voor een inspirerend persoon binnen de Nederlandse cultuur
- De Marten Toonderprijs, 2009-2012, oeuvreprijs voor een striptekenaar
- De Dutch Doc Award, sinds 2010, voor documentaire fotografie; overgenomen door het Mondriaan Fonds.

1 januari 2012 fuseerde het Fonds BKVB met de Mondriaan Stichting tot Mondriaan Fonds, het nieuwe landelijke stimuleringsfonds voor beeldende kunst en cultureel erfgoed. De regelingen voor vormgeving en bouwkunst werden per 1 januari 2012 overgedragen aan het Stimuleringsfonds voor Architectuur.
Hoofd Financiën Clemens K. is voor de verduistering van ongeveer 16,2 miljoen euro door de rechtbank tot vijf jaar veroordeeld, in hoger beroep veroordeelde het hof hem tot vier en een half jaar gevangenisstraf.